# ماريا خوسيه كاتالا
ماريا خوسيه كاتالا (من مواليد 3 مارس 1981، فالنسيا) هي سياسية إسبانية تنتمي إلى حزب الشعب.
متزوجة، كاتالا حاصلة على إجازة في القانون ودرجة ماجستير في إدارة الأعمال وتدرس للحصول على الدكتوراه في القانون الدستوري. دخلت السياسة في عام 2003 عندما تم انتخابها كعضو مجلسحزب الشعب لمدينة تورينت إلى الجنوب الغربي من مدينة فالنسيا. في عام 2007 تم اختيارها كمرشحة للحزب لمنصب عمدة مدينة تورينت وانتُخبت عمدة في مايو 2007. ونتيجة لذلك أصبحت أول امرأة تشغل منصب عمدة تورينت وأول عمدة لـ حزب الشعب، منهية 28 عامًا من سيطرة حزب العمال الاشتراكي الإسباني، فضلاً عن كونها أحد أصغر العُمد سناً في ذلك الوقت وكان يبلغ من العمر 26 عامًا.
في العام التالي تم انتخابها لعضوية مجلس النواب الإسباني عن منطقة فالنسيا بعد حصولها على المركز الرابع على قائمة حزبها، مما يضمن انتخابها تقريبًا حيث فاز الحزب بخمسة مقاعد على الأقل في كل انتخابات من عام 1982 فصاعدًا. لكنها خدمت نصف عام فقط في المجلس، واستقالت في أكتوبر 2008 وحلت محلها تيريزا غارسيا سينا.